# Dương quang phổ chiếu
Dương quang phổ chiếu (tiếng Trung: 陽光普照, tựa tiếng Anh: A Sun) là một bộ phim chính kịch Đài Loan ra mắt năm 2019 do Chung Mạnh Hoành làm đạo diễn kiêm đồng biên kịch, quy tụ sự tham gia của dàn diễn viên gồm Trần Dĩ Văn, Kha Thục Cần, Vu Kiến Hòa, Hứa Quang Hán cùng Lưu Quán Đình. Với nội dung xoay quanh những mâu thuẫn, giằng xé và nỗi đau diễn ra trong một gia đình bình thường nơi xứ Đài, cốt truyện của Dương quang phổ chiếu kể về đứa con trai ngỗ nghịch Trần Kiến Hòa (Vu Kiến Hòa thủ diễn) vì lầm lỗi mà phải vào trại giáo dưỡng, cũng như người anh A Hào (Hứa Quang Hán nhập vai) tuy giỏi giang, hiếu thảo và có một tương lai xán lạn trước mắt, nhưng sau cùng lại quyết định chấm dứt cõi đời vì những uất nghẹn đè nặng trên vai. Bên cạnh đó, tác phẩm cũng theo chân A Hòa trên chuyến hành trình tái hòa nhập cộng đồng, cùng với đó là những nỗ lực của cha anh để thấu hiểu và công nhận đứa con trai mà ông từng nhất quyết từ mặt. Vấn nạn phạm tội tuổi vị thành niên và tự sát là những chủ đề chính mà Dương quang phổ chiếu khắc họa, trong đó phim sử dụng mô típ thị giác xoay chuyển liên tục từ ánh sáng sang bóng tối. Ngoài ra, bộ phim cũng kết hợp nhiều quy ước của nền điện ảnh châu Á lại với nhau, đồng thời đào sâu vào thực trạng bất bình đẳng kinh tế ở Đài Loan.
Ý tưởng về bộ phim này được hình thành sau khi vị đạo diễn họ Chung nghe người bạn cũ của mình kể về tội ác mà ông ta đã phạm phải lúc thiếu thời. Những lời bộc bạch ấy sau này đã trở thành cảnh mở màn trong Dương quang phổ chiếu, đồng thời cũng là lời mào đầu cho toàn bộ chuyện phim. Chung Mạnh Hoành đã mời Trương Diệu Thăng đảm nhiệm vai trò chấp bút phần kịch bản cùng với ông; công đoạn này diễn ra trong suốt hơn một năm trời trước khi chính thức khép lại. Quá trình bấm máy tác phẩm được khởi động vào năm 2018 với lịch trình 38 ngày dày đặc vì lý do kinh phí. Đạo diễn Chung yêu cầu các diễn viên không hỏi ông về diễn xuất và buộc phải tự luyện tập một mình, mặc dù vị đạo diễn thường xuyên chỉ đạo bọn họ trong quá trình quay phim. Bên cạnh đó, ông cũng giữ vai trò đạo diễn hình ảnh của tác phẩm và lấy tên nghệ danh là Nakashima Nagao. Lại Tú Hùng là người chịu trách nhiệm dựng nên bản phim dài 155 phút, qua đó trở thành tác phẩm có nhiều thời lượng nhất mà Chung từng thực hiện, còn Lâm Sinh Tường thì đảm nhận phần sáng tác nhạc nền phim.
Dương quang phổ chiếu ra mắt lần đầu tại Liên hoan phim quốc tế Toronto vào ngày 6 tháng 9 năm 2019 trước khi công chiếu ở Đài Loan. Tại quốc gia này, tác phẩm nhận về sự thờ ơ của công chúng và gặt hái doanh thu không mấy khả quan, tương tự như những bộ phim trước đây do Chung Mạnh Hoành cầm trịch. Khâu tiếp thị yếu kém chính là một trong những nguyên nhân khiến cho Dương quan phổ chiếu chẳng mảy may được khán giả để ý, tuy nhiên bài đánh giá của cây bút Peter Debruge từ tạp chí Variety đã cứu vãn tình thế khi anh liệt tác phẩm vào danh sách những phim điện ảnh hay nhất năm 2020. Bộ phim đã nhận về những đánh giá tích cực vì chiều sâu cốt truyện, chủ đề đa dạng, chất lượng nghe nhìn cũng như diễn xuất của các diễn viên. Ngoài ra, Dương quang phổ chiếu cũng mang về một số giải thưởng quan trọng, đặc biệt trong số đó là 11 đề cử tại Giải Kim Mã lần thứ 56 và giành chiến thắng ở 6 hạng mục, bao gồm cả Phim hay nhất lẫn Đạo diễn xuất sắc nhất. Tác phẩm đã vinh dự được Đài Loan gửi đi tranh cử hạng mục Phim quốc tế hay nhất tại Giải Oscar lần thứ 93, sau đó lọt vào danh sách rút gọn gồm 15 bộ phim.

## Nội dung
Vào một đêm mưa gió tầm tã, hai cậu thanh thiếu niên ngỗ ngược Trần Kiến Hòa và Thái Đầu chạy xe đến quán ăn nọ để tìm một người tên Hắc Luân. Chẳng nói chẳng rằng, Thái Đầu ngay lập tức vung dao chém đứt bàn tay của người đó trước sự ngỡ ngàng của Kiến Hòa. 
Để trả giá cho tội ác của mình, A Hòa bị kết án 18 tháng tù trong trại giáo dưỡng, còn cậu bạn Thái Đầu thì lãnh mức án nặng hơn rất nhiều. Mặc dù cha của A Hòa là ông Văn luôn kiên quyết chối bỏ sự tồn tại của anh, song vợ ông là bà Trần vẫn thường xuyên đến thăm cậu con trai út trong tù. Đối với Văn, ông chỉ có một người con duy nhất là A Hào, bảnh bao và tài giỏi, hiện đang có một tương lai xán lạn trước ngưỡng cửa trường y. Cũng trong thời gian ấy, ông Văn thường xuyên bị cha của Hắc Luân quấy rầy vì người này muốn đòi tiền bồi thường cho đứa con của mình, bởi lẽ gia đình Thái Đẩu không có khả năng chi trả khoản tiền ấy. Ông Văn ngay lập tức khước từ yêu cầu và phủ nhận trách nhiệm pháp lý, cho rằng A Hòa không phải là hung thủ chặt tay Hắc Luân.
Một ngày nọ, cô bé Tiểu Ngọc 15 tuổi cùng dì của mình bất ngờ xuất hiện rồi thông báo cho bà Trần biết cô đã có thai với A Hòa. Mặc dù bà Trần luôn hỗ trợ Tiểu Ngọc tận tình trong suốt giai đoạn thai kỳ, song A Hòa lại không hề hay biết gì về chuyện đó. Sau khi được anh trai ghé thăm và kể lại mọi sự, A Hòa bỗng nhiên đùng đùng nổi giận vì mẹ mình chẳng mảy may nói một lời nào về bí mật động trời ấy. Trong lúc vẫn chưa hết nguôi ngoai trước những biến cố bất ngờ ập đến, gia đình ông Văn lại phải hứng chịu thêm một nỗi đau không thể thốt nên lời: đứa con cả A Hào hiền lành, giỏi giang mà họ hết mực thương yêu nay lại quyết định từ biệt thế gian bằng cách gieo mình từ tầng cao xuống đất. Sau khi đám tang của anh diễn ra, cô bạn cùng lớp Quách Hiểu Chân bỗng đến bên cạnh bà Trần rồi bộc bạch về dòng tin nhắn cuối cùng mà A Hào gửi cho mình. Hóa ra, trong suốt quãng thời gian ấy, A Hào luôn phải mang trên vai những gánh nặng khổng lồ từ kỳ vọng của mọi người, luôn bị "mặt trời" soi rọi mà chẳng thể nào tìm được một chỗ trốn cho bản thân. Mặc dù vậy, anh lại không biểu lộ thái độ tiêu cực nào ra bên ngoài, để rồi sau cùng lại chọn cách tự sát trong câm lặng. Ít lâu sau, A Hòa quyết định tiến tới hôn nhân với Tiểu Ngọc dù anh vẫn đang chịu án tù. Trong khi đó, ông Văn vẫn luôn giữ thái độ lạnh nhạt với đứa con còn lại của mình, ngay cả khi A Hòa được trả tự do rồi trở về nhà. Do vẫn còn giằng xé bởi nỗi đau mất đi cậu con cả mà mình đặt trọn niềm tin và hy vọng, nên vào một tối nọ, ông Văn quyết định ra ngoài để mua thuốc lá. Ông vô tình gặp A Hòa khi anh ấy đang làm ca đêm tại một cửa hàng tiện lợi, rồi hai người lần đầu nói chuyện lại với nhau sau chừng ấy năm xa cách, dù cuộc trò chuyện chỉ diễn ra trong phút giây ngắn ngủi.
Ba năm sau, Thái Đầu – lúc bấy giờ đã ra tù – bất ngờ tìm đến A Hòa rồi đề nghị anh cho mượn một số tiền khổng lồ. Hơn nữa, gã còn nhờ anh xả súng vào một văn phòng lập pháp, khiến A Hòa phải miễn cưỡng làm theo. Khi biết được điều đó, ông Văn quyết định tìm đến Thái Đầu, đưa cho gã một khoản tiền với hy vọng gã sẽ tránh xa con mình ra. Mặc dù vậy, Thái Đầu lại thẳng thừng từ chối "tấm lòng" ấy rồi đến gặp A Hòa tại một tiệm rửa xe vào ban đêm, ép anh mượn xe của khách hàng rồi lái đi. Sau khi dừng chân trên một đường cao tốc, Thái Đầu bảo A Hòa đi vào rừng để giao một gói hàng, sau đó trở về với rất nhiều tiền trên tay. Thế nhưng, Thái Đầu lại biến mất một cách bí ẩn mà không để lại dấu vết nào, bỏ lại A Hòa một mình giữa nơi hoang vắng.
Cách đó không lâu, rắc rối lại tìm đến A Hòa khi một nhóm côn đồ bắt cóc anh và đòi lại số tiền trên, do Thái Đầu được phát hiện là đã chết. A Hòa thực hiện yêu cầu rồi bị đánh đập một một cách tàn nhẫn, cuối cùng lại bị thả ra giữa đường cùng những giắt tiền trong túi, đủ lớn để giúp anh làm lại từ đầu. Trong khi đó, trên đỉnh núi Thất Tinh, ông Văn đã thú nhận với bà Trần toàn bộ mọi chuyện xảy ra trong suốt thời gian qua. Để có thể theo dõi A Hòa và Thái Đầu, ông đã phải bỏ bê công việc và kiên nhẫn quan sát mọi hành tung của hai người. Cuối cùng, ông nhìn thấy A Hòa và Thái Đầu rời đi với chiếc xe sang nên quyết định đuổi theo hai người bọn họ, để rồi sau đó, nhân lúc A Hòa đi lấy tiền, ông đã tấn công Thái Đầu rồi giết chết gã ta trong khu rừng. Trước sự bàng hoàng xen lẫn đớn đau tột độ của bà Trần, ông Văn thừa nhận rằng đây chính là điều tốt nhất mà bản thân có thể làm cho cậu con trai còn lại của mình.
Trong một lần dọn dẹp nhà cửa, A Hòa đã có dịp gần gũi với mẹ mình hơn khi hai người tìm thấy một chồng sổ ghi chép cũ mà ông Văn luôn đưa cho A Hào trong suốt quãng thời gian anh ngồi trên ghế nhà trường. Mỗi cuốn sổ đều có ghi câu triết lý sống của ông Văn "Nắm bắt thời cơ, quyết định phương hướng", tuy nhiên tất cả đều bị bỏ trống và không hề ghi một dòng chữ nào. Trong phân cảnh cuối phim, A Hòa trộm lấy một chiếc xe đạp rồi chở mẹ mình qua một công viên nọ. Dưới những tán cây được tia nắng ấm áp xuyên qua, bà Trần lặng lẽ ngắm nhìn mọi sự rồi dần cảm thấy an tâm sau bờ vai của con trai mình.

## Diễn viên
- Trần Dĩ Văn vai ông Văn (文), cha của hai anh em A Hào, A Hòa và là chồng của bà Trần. Công việc chính của ông là thầy dạy lái xe, hơn nữa trường lái nơi ông làm việc còn có một câu khẩu hiệu nổi tiếng "Nắm bắt thời cơ, quyết định phương hướng" được ông sử dụng như châm ngôn sống của mình.
- Kha Thục Cần vai bà Trần (琴姐), mẹ của A Hào, A Hòa và là vợ của ông Văn. Bà là thợ làm tóc rồi sau đó trở thành chủ sở hữu của một thẩm mỹ viện được thuê ở giữa phim.
- Vu Kiến Hòa vai Trần Kiến Hòa (陳建和), đứa con út trong gia đình bốn người. Ngay ở đầu phim, cả anh lẫn Thái Đầu đều bị kết án vì tội ác của mình, mặc dù A Hòa có mức án nhẹ hơn ba lần so với cậu bạn kia. Anh cũng là người làm cho Tiểu Ngọc có bầu, sau đó kết hôn với cô bé trong thời gian thụ án rồi trở về nhà, hành nghề rửa xe kiêm thu ngân để trang trải cuộc sống gia đình.
- Hứa Quang Hán vai Trần Kiến Hào (陳建豪), là người con cả trong gia đình nhân vật chính. Với vẻ ngoài cao ráo, điển trai, tốt bụng và học giỏi, anh là một mẫu người lý tưởng và được xem như "mặt trời" trong phim. Trớ trêu thay, chính sự kỳ vọng ấy đã khiến A Hào trở nên đau khổ, để rồi sau đó tự kết thúc cuộc đời bằng cách gieo mình từ tầng cao xuống mặt đất.
- Lưu Quán Đình vai Thái Đầu (菜頭, Cài tóu), là người đã xuống tay chém Hắc Luân ở đầu phim. Sau khi ra tù, Thái Đầu đã nhiều lần tiếp cận A Hòa với hy vọng anh sẽ giúp gã thực hiện những công việc dơ bẩn.
- Ngô Đại Lăng vai Vương Minh Ngọc (王明玉), một học sinh lớp 9 có mang với A Hòa. Trong suốt giai đoạn thai kỳ, cô luôn được mẹ của A Hòa bên cạnh và chăm sóc, hơn nữa bà còn truyền dạy cho cô công việc của mình. Tên thông tục của cô là Tiểu Ngọc.
- Ôn Trinh Lăng vai Quách Hiểu Chân (郭曉貞), cô bạn cùng lớp của A Hào và đang dần tiến đến mối quan hệ lãng mạn với anh. Trước khi tự sát, A Hào đã gửi cho cô một đoạn tin nhắn tuyệt mệnh chứa đầy chất thơ.
- Doãn Hinh vai Yin (姐), dì của Minh Ngọc và cũng là người đã cứu cô bé khỏi vụ cháy xe buýt cách đây mười năm.

## Sản xuất

### Bối cảnh thực hiện và quá trình tiền sản xuất
Khi một tiếng hét đầy đau đớn cất lên, thì cũng là lúc mà bàn tay ấy bị chém lìa ra khỏi cơ thể. Cả bàn tay rơi xuống nồi lẩu đang sôi hừng hực, để rồi chìm xuống và nằm lạc lõng sang một bên. Nạn nhân vẫn đang la hét thảm thiết. Máu từ vết thương phun ra tựa như vòi nước đang mở, bắn tung tóe khắp cả mọi nơi. Khi ấy, A Hòa đứng im không nói nên lời, thất thần nhìn mọi sự đang diễn ra ngay trước mắt. Tất cả xảy ra quá nhanh trước khi anh có thể kịp thời phản ứng. A Hòa không bao giờ ngờ rằng một cuộc chạm trán sẽ dẫn đến hậu quả thê thảm đến thế. Anh thậm chí còn chẳng biết những rắc rối sắp sửa ập đến với bản thân mình. Rất nhiều tai ương đang hiện hữu ngay đằng trước, chờ đợi thời cơ để chộp lấy chàng trai trẻ này.— Đoạn đầu kịch bản của Dương quang phổ chiếu do Chung Mạnh Hoành chấp bút, đồng thời cũng là phát bắn đầu tiên cho những sự kiện diễn ra trong câu chuyện sau này

Ý tưởng về việc thực hiện Dương quang phổ chiếu đã nhen nhóm trong đầu đạo diễn Chung Mạnh Hoành sau khi ông gặp lại người bạn thời trung học của mình. Cậu bạn ấy đã kể cho Chung nghe câu chuyện chặt đứt tay người khác hồi còn trẻ, hơn nữa còn nhấn mạnh về những dư chấn tâm lý mà bản thân phải hứng chịu trong suốt một quãng thời gian dài. Sau đó, khi đang ăn tối với bạn bè và gia đình, Chung Mạnh Hoành bỗng nhiên hình dung ra một bàn tay đang sôi trong nồi lẩu; chính điều này đã thôi thúc ông viết nên cốt truyện của bộ phim. Sau khi hoàn thành xong đoạn mở đầu, vị đạo diễn bắt đầu nghĩ về tự sát (vốn là một vấn nạn phổ biến ở Đài Loan) cũng như những tác động mà gia đình lẫn xã hội phải hứng chịu đối với hành vi tự tử và phạm tội ở độ tuổi vị thành niên. Những thành viên trong gia đình thường được nuôi dạy và lớn lên theo cách truyền thống. Mặt dù Chung Mạnh Hoành không lấy ý tưởng từ bất kỳ bộ phim nào để làm nguồn cảm hứng thực hiện tác phẩm, song ông lại nhận thấy đứa con tinh thần của mình có thể khiến người xem nhớ đến Fargo (1996), vốn cũng khởi đầu bằng một biến cố vượt quá tầm kiểm soát, để rồi sau đó lại tràn ngập trong tình trạng hỗn loạn kéo dài, âm ỉ. Với việc thực hiện Dương quang phổ chiếu, đạo diễn họ Chung cũng muốn khám phá những điều ẩn sâu bên trong chủ đề của câu chuyện.
Chung Mạnh Hoành có ý định tìm người khác để sáng tác phần kịch bản, tuy nhiên lại khá chật vật trong việc chọn ra gương mặt phù hợp. Cuối cùng, vị đạo diễn nhận thấy Trương Diệu Thăng là cái tên sáng giá nhất: người này sở hữu khả năng phân tích cũng như tinh thần hợp tác cao, đồng thời còn mang dáng dấp của một nhà tiểu thuyết gia. Theo lời vị đạo diễn, điều này đã giúp ông và người khác hiểu được những xúc cảm mà bản thân ông muốn khơi gợi lên. Chung đã hoàn thành kịch bản nháp trong vòng 40 ngày, trong đó chứa đựng những yếu tố cốt lõi của tác phẩm. Ngoài ra, ông cũng cho thuê một người đánh máy để giúp truyền tải dòng suy tưởng của mình lên trang giấy. Tính cộng tác trong quá trình thực hiện Dương quang phổ chiếu là một điều mới mẻ đối với Chung Mạnh Hoành, bởi trước đây ông hầu như luôn tự mình sáng tạo nên tác phẩm. Vị đạo diễn nhận xét rằng những tác phẩm khi ấy tệ hơn bây giờ nhiều, trong khi Dương quang phổ chiếu thì lại đa dạng hơn về phong cách nghệ thuật. Với vai trò là đồng tác giả kịch bản, Chung đã gặp khó khăn trong việc phát triển các nhân vật. Ông mong muốn mỗi cá nhân đều được tham gia vào quá trình diễn tiến của câu chuyện, từ đó mang đến cho họ thứ gọi là "sự sống." Bên cạnh đó, Trương Diệu Thăng cũng dành thời gian nghiên cứu tội phạm vị thành niên và đích thân phỏng vấn một người như thế, với mục đích nhằm lột tả chân thật vấn nạn này. Rốt cuộc, khoảng thời gian mà hai người bọn họ dùng để chấp bút kịch bản kéo dài đến một năm trời.
Khi tuyển vai cho bộ phim, Chung Mạnh Hoành mong muốn xây dựng nên một gia đình gồm bốn người, trong đó những thành viên thuộc thế hệ trưởng thành dự kiến sẽ trạc tuổi vị đạo diễn. Trần Dĩ Văn là cái tên đầu tiên góp mặt trong dàn diễn viên với vai ông Văn. Trước đây, ông và đạo diễn Chung từng làm việc cùng nhau trong tác phẩm Godspeed (2016), đồng thời vị đạo diễn tin rằng Trần Dĩ Văn là người có khả năng thể hiện trọn vẹn nhân vật này – vốn là một người cha "vô dụng" và không thành công trong sự nghiệp. Chung Mạnh Hoành cũng nhận định nam diễn viên mang nét "vui nhộn" và sở hữu phong cách độc đáo. Ngoài ra, Chung còn ví quan điểm nhị nguyên thân-tâm của nhân vật người cha với ánh sáng và bóng râm, tuy gần gũi nhưng lại tách biệt nhau. Đạo diễn Chung đã gặp Hứa Quang Hán hai lần và nhận thấy anh ấy có phần nhút nhát và vụng về trong giao tiếp, thế là ông quyết định cho diễn viên này hóa thân thành A Hào. Trong khi đó, Vu Kiến Hòa đã chuẩn bị cho vai diễn A Hòa ít nhất sáu đến bảy tháng trước khi bấm máy, đồng thời còn trò chuyện với những thanh thiếu niên vì lầm lỡ mà phải vướng vào vòng lao lý. Điều này đã mang lại cho anh cái nhìn sâu sắc hơn về cuộc sống khắc nghiệt nơi ngục tù. Mặt khác, Chung Mạnh Hoành cũng không muốn phát triển mối quan hệ mật thiết với các diễn viên, hơn nữa còn chẳng thành lập hay chỉ đạo bất kỳ nhóm nào. Ông chỉ việc yêu cầu họ mang kịch bản về nhà, nghiền ngẫm vai diễn rồi sau đó quay lại trường quay. Khi lý giải về điều này, vị đạo diễn cho rằng đó là do ông không có nhiều kinh nghiệm chỉ đạo diễn xuất..
Những đơn vị đầu tư cho Dương quang phổ chiếu bao gồm 3 NG Film (công ty của Chung Mạnh Hoành và chịu trách nhiệm sản xuất bộ phim), MandarinVision, Eight Eight Nine Films, MirrorFiction cùng UNI Connect Broadcast Production. Bên cạnh đó, Bộ Văn hóa Đài Loan còn góp phần hỗ trợ công đoạn sản xuất tác phẩm, trong khi cộng sự lâu năm Diệp Như Phần và vợ của đạo diễn Chung là bà Tăng Thiếu Thiên cũng tham gia vào quá trình này. Đặc biệt, Diệp tỏ ra rất ấn tượng với hai dòng cuối của kịch bản và chúng luôn hằn sâu trong tâm chí cô "A Hòa chở mẹ đi trên chiếc xe đạp cũ kỹ, trong khi ánh dương dần đang chiếu rọi xuống những chiếc lá rơi rụng trên mặt đường, từng chút từng chút một".

### Ghi hình
Quá trình quay phim chính của Dương quang phổ chiếu chính thức diễn ra vào tháng 9 năm 2018 và kéo dài 38 ngày – vốn là lịch trình rất sát sao đối với một bộ phim dài cỡ 155 phút. Đạo diễn Chung Mạnh Hoành cho rằng thời gian ghi hình ngắn đến như vậy sở dĩ là do những bộ phim của ông có sức hút kém tại thị trường nội địa. Bên cạnh đó, nguồn tài chính của phim cũng không được giải quyết hoàn toàn trong lúc bấm máy, và đây cũng là điều xảy ra tương tự đối với những tác phẩm khi trước mà Chung Mạnh Hoành thực hiện. Sau cùng, đội ngũ làm phim cũng giải quyết thỏa đáng ngân sách 44 triệu Tân Đài tệ (tức 1,5 triệu USD vào năm 2018). Mặc dù ban đầu có ý định sử dụng định dạng phim nhựa, song cuối cùng đạo diễn Chung đã quyết định dùng đến kỹ thuật quay phim kỹ thuật số. Ông nói rằng tông màu ấm của tác phẩm (vốn là đặc trưng của phim nhựa) không chỉ phụ thuộc vào cách thể hiện mà còn dựa vào cả quá trình hợp tác sản xuất.
Đoạn sau trong cảnh mở đầu Dương quang phổ chiếu được quay vào ngày đầu tiên ghi hình tác phẩm, đồng thời cũng là một trong những khoảnh khắc vui vẻ nhất trong quá trình làm phim đối với Chung Mạnh Hoành. Ông nhớ rằng lúc đó mình đã bật cười thành tiếng khi cố gắng đặt bàn tay giả vào trong nồi lẩu. Hơn nữa, những tên côn đồ trong khu vực cũng đóng vai trò là diễn viên quần chúng của phim. Phân cảnh mà A Hòa và Thái Đầu cưỡi một chiếc xe máy được ghi lại vào tháng 7 năm 2018, giữa lúc Bão Maria đang hoành hành. Quá trình quay phim cũng đòi hỏi đội ngũ sản xuất phải gấp rút di dời đến Đại lộ Civic. Do hài lòng với cảnh mưa gió, nên Chung Mạnh Hoành đã bảo Vu Kiến Hòa và Lưu Quán Đình ngừng lái xe ngay khi mọi người đóng máy. Trong phân đoạn A Hòa bị bạn tù đánh đập, do không muốn làm Vu bị thương nên đội ngũ sản xuất đã yêu cầu các diễn viên cố gắng nương tay, tuy nhiên vẫn giữ được sự chân thật khi diễn.

Phần lớn các cảnh trong Dương quang phổ chiếu đều được quay vào ban ngày, bao gồm cả phân đoạn mà ông Văn thú nhận việc sát hại Thái Đầu trước mặt vợ mình. Màu xanh dương ở đây tượng trưng cho nỗi buồn, còn nắng vàng thì lại gợi lên sự ấm áp. Ban đầu Chung Mạnh Hoành muốn nhân vật Trần tiết chế cảm xúc của mình hơn, nhưng sau đó nhận ra rằng những yếu tố mang tính tâm lý tình cảm như này là điều rất khó tránh khỏi.

Do có mô-típ chủ đạo xoay quanh ánh sáng mặt trời nên phần lớn thời gian quay Dương quang phổ chiếu đều phụ thuộc vào thời tiết, nghĩa là đoàn làm phim buộc phải thay đổi lịch trình đã định để có thể ghi lại những phân cảnh ban ngày. Trong đó, trường đoạn diễn ra trên núi Thất Tinh chính là thành quả của đội ngũ làm phim sau khi họ bỏ công tìm ra một ngày đẹp trời để thu hình. Xanh dương và vàng được chọn làm hai tông màu chính trong phim. Theo đạo diễn Chung Mạnh Hoành, xanh dương ở đây tượng trưng cho nỗi buồn và sự lãnh đạm, còn sắc vàng thì lại gợi lên sự ấm áp. Cảnh quay cuối cùng của tác phẩm – khi ánh nắng chiếu xuyên qua những kẽ lá – là một thách thức đối với ê-kíp làm phim, mặc dù đây là một hiện tượng thường gặp khi lái xe trên đường. Mặt khác, những phân đoạn đồi núi trong phim thì được quay ngược sáng với ánh nắng, đồng thời còn bị các chủ thể (chẳng hạn như diễn viên) chắn lại nhằm tạo nên tính nhị nguyên cho phân cảnh. Đạo diễn Chung từng cân nhắc về việc khắc họa cái chết của A Hào, nhưng sau cùng ông đã quyết định để người xem tự đoán ra bằng cách cho nhân vật rời khỏi khung hình khi máy quay đang chỉa thẳng vào bức tường, rồi hình bóng của anh ấy càng lúc càng lớn dần lên.
Trong suốt giai đoạn bấm máy, Chung Mạnh Hoành luôn cảm thấy Dương quang phổ chiếu sẽ không thể nào gặt hái được thành công. Đây là một bô phim thuộc dạng tâm lý tình cảm; do quen thuộc với những tác phẩm nghệ thuật hơn, nên vị đạo diễn đã gặp khó khăn trong việc cân bằng các thể loại. Chung Mạnh Hoành cũng muốn các diễn viên trong phân cảnh quay trên đồi núi mang nét trầm lắng và tiết chế hơn, nhưng sau này lại nhận ra rằng những yếu tố mang tính khoa trương là điều thường khó tránh khỏi. Bên cạnh đó, vị đạo diễn cũng thường xuyên quát tháo dàn diễn viên lẫn ê-kíp làm phim, điều này làm cho mọi người rất khó chịu. Trong quá trình biên tập tác phẩm, ông nhận ra rằng những cảnh quay của họ đều rất mát tay. Mặt khác, yếu tố hài đen tối cũng góp mặt trong tác phẩm, chẳng hạn như cảnh mà cha của Hắc Luân phun chất thải thô vào nơi ông Văn làm việc bằng một thứ có phần giống với hộp proton – thiết bị dùng để săn ma trong thương hiệu Ghostbusters đình đám. Phong cách hài kịch này cũng gợi nhớ đến những bộ phim trước đây của vị đạo diễn họ Chung.
Tương tự như những tác phẩm trước, Dương quang phổ chiếu là dự án tiếp theo mà Chung Mạnh Hoành đích thân đảm nhận vị trí ghi hình với nghệ danh Nakashima Nagao. Theo ông Chung, công việc đạo diễn kiêm quay phim mà ông phụ trách khi thực hiện tác phẩm này có phần dễ dàng hơn so với khi trước. Ông nhận định rằng máy quay là "một công cụ vô cùng quyền năng", có thể giúp ông phân tích mọi chuyển động của diễn viên với tư cách đạo diễn. Chung Mạnh Hoành cũng thường xuyên ngắt lời các diễn viên nếu cảm thấy diễn xuất của họ chưa đạt yêu cầu, thi thoảng còn quấy rầy cả kỹ thuật viên âm thanh. Ông xem kỹ thuật quay phim là công cụ để lột tả phạm vi của một phân cảnh, đồng thời cho hay "Một khi có ánh sáng lẫn màu sắc phù hợp, thì bầu không khí sẽ bật nổi lên vào lúc các diễn viên xuất hiện". Mặc dù thúc ép dàn diễn viên, song ông vẫn cho bọn họ có quyền tùy cơ ứng biến. Bên cạnh đó, Chung Mạnh Hoành còn tiết lộ phong cách làm phim của ông chịu ảnh hưởng từ những tác phẩm như Raising Arizona (1987), Stranger Than Paradise (1984), Down by Law (1986) và Lost Highway (1997), cũng như ghi nhận kỹ thuật quay phim trong Last Tango in Paris (1972) là nguồn cảm hứng đối với vị đạo diễn. Chung Mạnh Hoành sẽ giữ máy quay cho đến khi bản thân cảm thấy ưng ý, và đây cũng là một kỹ thuật mà ông sử dụng ngay từ buổi đầu sự nghiệp của mình.

### Giai đoạn hậu kỳ
Lại Tú Hùng là người đảm nhận công đoạn dựng phim cho Dương quang phổ chiếu, ngoài ra trước đây anh cũng từng bắt tay với đạo diễn Chung Mạnh Hoành trong các tác phẩm Godspeed, The Great Buddha+ và Xiao Mei (2018). Với thời lượng xấp xỉ 155 phút, đây chính là bộ phim dài nhất từng được cầm trịch bởi Chung Mạnh Hoành, đồng thời còn nhận được cái gật đầu từ đội ngũ sản xuất nhờ có độ dài phù hợp với chủ đề của phim. Trong khi đó, nhà thiết kế âm thanh Tu Duu-chih – vốn nổi tiếng nhờ tác phẩm Thiên hi mạn ba (2001) – ban đầu đã đề nghị cắt bớt đi một số cảnh phim. Mặc dù vậy, những thành viên khác trong ê-kíp đều không chấp thuận ý kiến trên vì cho rằng mọi phân cảnh trong đoạn cuối của Dương quang phổ chiếu đều đóng vai trò quan trọng đối với diễn biến cốt truyện.
Trong một trường đoạn, A Hào đã kể cho cô bạn Quách Hiểu Chân nghe một dị bản có phần tăm tối hơn về câu chuyện thuở nhỏ của Tư Mã Quang. Trong dị bản ấy, Tư Mã Quang và những đứa trẻ khác cùng nhau chơi trò trốn tìm. Sau khi tất cả mọi người đều bị bắt, cậu lại đinh ninh cho rằng vẫn còn một đứa trẻ khác chưa được tìm thấy. Thế là cả bọn đành phải nghe lời cậu bé, đi đến một chum nước rồi tìm cách đập vỡ nó, để rồi lộ ra bên trong là một Tư Mã Quang khác đang ngồi co người lại. Khi xem lại cảnh này, Chung Mạnh Hoành cảm thấy cần phải dùng đến hoạt họa để mang lại hiệu quả hơn. Tuy vậy, kỹ thuật hoạt hình mô phỏng bằng máy tính ba chiều (3D) vẫn chưa thực sự phát triển ở Đài Loan, hơn nữa vị đạo diễn cũng không muốn phá hỏng cảm xúc của cảnh quay nên ông đã giao phó công việc này cho Chung Thiệu Xuân (Chung Shao-chun), một họa sĩ vẽ tay có phong cách minh họa đặc trưng. Sau khi xem xong một đoạn cắt thô (rough cut), anh ấy đã quyết định hợp tác với Chung hòng mang lại cho phân cảnh dài vỏn vẹn một phút ấy "cảm giác theo đuổi cá nhân đầy mơ hồ." Bên cạnh đó, cả phần hoạt họa lẫn hiệu ứng hình ảnh đều được cầm trịch bởi XYImage.

#### Âm nhạc
Phần nhạc nền của Dương quang phổ chiếu gồm 17 bài hát và được sáng tác bởi nhạc sĩ Lâm Sinh Tường, trước đây từng bắt tay với Chung Mạnh Hoành trong tác phẩm The Great Buddha+ (2017). Vào đầu 2018, đạo diễn Chung đã diễn tả lại phân cảnh mở đầu cho vị nhạc sĩ nghe. Bên cạnh đó, khi đang diễn ra quá trình thu hình, Chung Mạnh Hoành cũng yêu cầu anh thảo ra lời nhạc cho phân cảnh đám tang và trình diễn nó ngay trong lúc bấm máy. Sau khi lập nhóm với tay bass Hayakawa Toru và nhạc công kèn Harp Fujii Toru, Lâm Sinh Tường đã quyết định thể hiện bốn phiên bản khác nhau của bài hát tại một phòng thu được thuê ở Đài Bắc, kế đến là trình diễn bản live tại một nhà tang lễ vào buổi sáng hôm sau. Mặc dù vậy, phân cảnh này được chỉnh sửa rất nhiều lần, ngoài ra người ta cũng sử dụng một bản montage hòa quyện cùng âm nhạc.
Để có thể soạn ra phần nhạc nền của Dương quang phổ chiếu, Lâm Sinh Tường đã dành thêm thời gian để học cách sáng tác nhạc cổ điển và phương pháp chơi slide guitar – được thực hiện bằng cách dùng những ống thép không gỉ cỡ ngắn rồi gảy vào dây đàn. Anh cũng tâm niệm rằng, "Hãy để cho âm nhạc theo sau câu chuyện và các nhân vật, để rồi khi nghe chúng cất lên, những xúc cảm sâu thẳm trong bạn sẽ hiển lộ ra và hướng về phía tác phẩm." Bên cạnh đó, nỗi buồn cũng là thứ thường xuyên hiện hữu trong phần âm nhạc, hơn nữa Lâm Sinh Tường cũng cố gắng loại bỏ những yếu tố nhàm chán và giật gân ra khỏi sáng tác của mình. Anh nhận định nhạc nền chính là "dàn diễn viên vô hình", góp phần quan trọng trong việc khuếch đại cảm xúc của các nhân vật, hơn nữa ngay cả chính nó cũng chịu ảnh hưởng từ tính nhị nguyên của bộ phim. Ngoài ra, sự đa dạng trong nền tảng văn hóa lẫn âm nhạc cũng làm cho nhạc nền bộ phim trở nên phong phú hơn. Mặt khác, Lâm Sinh Tường cũng hợp tác với hai nhạc sĩ Đài Loan cùng hai kỹ sư âm thanh khác, một người đến từ xứ Đài (Zen Chien) còn người kia lại có xuất thân từ nước Đức (Wolfgang Obrecht). Tất thảy bọn họ đều nhận được lời khen ngợi của Lâm Sinh Tường nhờ có tài năng xuất chúng.
Mỗi thành viên trong gia đình nhân vật đều có bài nhạc chủ đề riêng, được thể hiện theo nhiều phong cách khác nhau nhằm khắc họa diễn biến cốt truyện của tác phẩm. Đặc biệt, bài hát chủ đề của A Hào được chia làm bốn bản; một trong số đó, "動物園" ("The Zoo"), được chơi bằng kèn cor để gợi lên sự ấm áp. Trong khi đó, phần nhạc của người em trai A Hòa lại có giai điệu bắt nguồn từ ca khúc "縣道184" ("Country Road 184") nằm trong album 菊花夜行軍 (The Night March of the Chrysanthemums), mặc dù có sắp lại ở hợp âm và nhịp điệu. Ngoài ra, bài hát "把握時間 掌握方向" ("Seize the Day, Decide Your Path") dành cho nhân vật ông Văn cũng xuất hiện ba lần xuyên suốt tác phẩm. Niềm cảm hứng sáng tác chợt đến với Lâm Sinh Tường sau khi anh nhìn thấy trên trường quay cảnh ông Văn đột ngột tỉnh giấc sau cơn ác mộng về cậu con trai cả của mình. Vị nhạc sĩ chủ yếu sử dụng đàn organ và guitar để phục vụ quá trình sáng tác, mặc dù anh cũng dùng đến những nhạc cụ khác như đàn nguyệt Trung Quốc, contrebasse, violin, viola và synthesizer.
Một ca khúc mang tên "花心" ("Flowery Heart") do Châu Hoa Kiện sáng tác đã được những người bạn trong trại giáo dưỡng đồng loạt hát vang khi hay tin A Hòa sắp sửa tự do. Bên cạnh đó, bài nhạc hiệu cuối phim có tựa "遠行" ("Distant Journey") là một phiên bản thêm lời dựa trên bài hát chủ đề của A Hòa. Lời bài hát kể về câu chuyện của một người "muốn trở thành vì sao xa xôi nhất"; sau khi bộc bạch với một người quen, anh bèn chỉ lên bầu trời đêm và rồi hiến dâng mạng sống của mình cho nó. Album soundtrack của phim chính thức ra mắt dưới dạng đĩa CD vào ngày 25 tháng 10 năm 2019, kế đến là phiên bản trực tuyến phát hành cách đó bốn ngày. Foothills Folk là đơn vị chịu trách nhiệm sản xuất và phát hành, còn Feeling Good Music thì giữ quyền phân phối tác phẩm.
| Danh sách bài hát trong A Sun (Original Motion Picture Soundtrack) | Danh sách bài hát trong A Sun (Original Motion Picture Soundtrack)                | Danh sách bài hát trong A Sun (Original Motion Picture Soundtrack) |
| STT                                                                | Nhan đề                                                                           | Thời lượng                                                         |
| ------------------------------------------------------------------ | --------------------------------------------------------------------------------- | ------------------------------------------------------------------ |
| 1.                                                                 | "他坐在哪裡" ("Where's He Sitting?")                                              | 2:21                                                               |
| 2.                                                                 | "阿和進去了" ("A-Ho in Jail")                                                     | 2:33                                                               |
| 3.                                                                 | "這樣對大家都好 鋼琴版" ("It's Good for Everybody (Piano Version)")               | 2:33                                                               |
| 4.                                                                 | "關我什麼事?" ("What's That to Do with Me?")                                      | 2:57                                                               |
| 5.                                                                 | "三鞠躬" ("Three Bows")                                                           | 3:03                                                               |
| 6.                                                                 | "動物園" ("The Zoo")                                                              | 3:27                                                               |
| 7.                                                                 | "太陽" ("The Sun")                                                                | 2:09                                                               |
| 8.                                                                 | "這樣對大家都好 吉他絃樂版" ("It's Good for Everybody (Guitar & String Version)") | 1:39                                                               |
| 9.                                                                 | "把握時間 掌握方向 1" ("Seize the Day, Decide Your Path 1")                       | 2:21                                                               |
| 10.                                                                | "把握時間 掌握方向 2" ("Seize the Day, Decide Your Path 2")                       | 3:09                                                               |
| 11.                                                                | "你車上有煙灰缸嗎?" ("Does Your Car Have an Ashtray?")                            | 3:23                                                               |
| 12.                                                                | "把握時間 掌握方向 3" ("Seize the Day, Decide Your Path 3")                       | 2:35                                                               |
| 13.                                                                | "算我欠你的" ("Let's Say I Owe You")                                              | 4:54                                                               |
| 14.                                                                | "滿口袋的錢" ("A Pocket Full of Money")                                           | 2:13                                                               |
| 15.                                                                | "我只是一個駕訓班教練" ("I'm Only a Driving Instructor")                          | 3:13                                                               |
| 16.                                                                | "陳教練你有幾個小孩?" ("Instructor Chen, How Many Children Do You Have?")         | 2:00                                                               |
| 17.                                                                | "遠行" ("Distant Journey")                                                        | 5:18                                                               |
| Tổng thời lượng:                                                   | Tổng thời lượng:                                                                  | 49:48                                                              |

### Tiêu đề

Thiết kế tựa phim trên Netflix.

Tiêu đề của Dương quang phổ chiếu khi viết dưới dạng chữ Hán phồn thể sẽ cho ra bốn từ 陽光普照 (bính âm: Yángguāng Pǔzhào; nghĩa đen 'Mặt Trời chiếu sáng vạn vật'). Nguồn gốc của cái tên này xuất phát từ những dòng cuối cùng trong đoạn di thư mà A Hào để lại, trong đó viết rằng: "Tớ [...] cũng ước [...] rằng mình có thể trốn trong bóng râm. [...] Nhưng tớ thì không. Tớ không có chum nước và chỗ trốn nào, mà chỉ có ánh nắng. Hai mươi bốn tiếng không ngừng trôi qua, mặt trời sáng rực và ấm áp, chiếu rọi mọi thứ." Chung Mạnh Hoành luôn muốn đặt cho những tác phẩm của mình một cái tên bao gồm bốn chữ cái và mang hàm nghĩa tích cực, dẫu cho chúng lại tương phản rõ rệt với nội dung câu chuyện.
Học giả kiêm nhà làm phim Jerry Carlson đã có dịp phỏng vấn đạo diễn Chung Mạnh Hoành vào năm 2019. Vị đạo diễn từng đưa ra ý định đặt tiêu đề tiếng Anh cho bộ phim là A Sun, tuy nhiên ông khá phân vân vì Thái Dương hệ chỉ có một Mặt Trời duy nhất (mang tính xác định). Sau khi nghe kể về nội dung tác phẩm, Carlson đã chấp thuận tựa đề này dù không đúng về mặt ngữ pháp. Chung Mạnh Hoành cũng nhận ra rằng vũ trụ tồn tại nhiều hơn một mặt trời, đồng thời "a Sun" (một Mặt Trời) còn đồng âm với "a son" (một người con trai). Trong Dương quang phổ chiếu, ông Văn thường xuyên nói rằng mình chỉ có một đứa con duy nhất (A Hào) và chối bỏ sự tồn tại của A Hòa. Bên cạnh đó, nhân vật này cũng luôn tự huyễn hoặc với bản thân, rằng ông đã và đang sống theo phương châm "nắm bắt thời cơ, quyết định phương hướng" mặc dù sự thật thì hoàn toàn không phải vậy. Đấy cũng chính là điều mà đạo diễn Chung muốn thể hiện rõ trong bộ phim, và nhờ đó, ông có thể khám phá sâu hơn về những tác động mà sự ảo tưởng mang lại.

## Chủ đề tác phẩm
Theo Chung Mạnh Hoành, ý định của ông khi thực hiện Dương quang phổ chiếu là để khám phá ra những tác động mà gia đình lẫn xã hội phải hứng chịu đối với hành vi tự sát và bị cầm tù ở lứa tuổi vị thành niên. Vị đạo diễn cho biết tác phẩm này không phải kể về niềm vui, mà thay vào đó là những chiêm nghiệm về gia đình, xã hội, cũng như những khó khăn trong cuộc sống.
Mô-típ ánh sáng và bóng tối trong Dương quang phổ chiếu là một trong những đề tài được bàn tán nhiều nhất của tác phẩm, trong đó Chung Mạnh Hoành còn nhận định rằng Mặt Trời chính là tượng trưng cho niềm hy vọng. Tình yêu thương và sự quan tâm mà các thành viên trong gia đình dành cho nhau tựa như ánh nắng, thế nhưng vẫn có cái bóng tồn tại song song với nó, tức là những tâm tư thầm kín trong lòng mỗi người mà họ không thể nào bộc bạch ra bên ngoài. Vị đạo diễn nói rằng, "Mỗi người trong chúng ta đều đã trải qua quá nhiều mất mát, nhiều đến mức đều có thể trở thành Mặt Trời của nhau." Gia đình ở đây không phải là chốn không tưởng, mà thay vào đó là nơi mà mọi người chia sẻ những ý định và giá trị tương đồng – tựa như bóng mát hiện hữu trong một không gian tràn ngập ánh nắng vậy. Tính nhị nguyên thân-tâm của ông Văn được biểu lộ rõ nhất khi ông và bà Trần cùng nhau leo lên núi Thất Tinh, vượt qua cả ánh sáng lẫn bóng tối. Những phân đoạn lạc quan trong phim được thể hiện qua ánh nắng, trước khi bóng tối và thời tiết xấu sắp sửa ập đến.
Chung Mạnh Hoành đã đặt ra nghi vấn về quan điểm cho rằng cha mẹ yêu thương con cái vô điều kiện, đồng thời nhận định trẻ em cần có sự thấu hiểu và tình yêu thương. Bậc phụ huynh trong gia đình là những người nghiêm khắc, tuân theo những lề thói truyền thống. Bên cạnh đó, Dương quang phổ chiếu cũng khắc họa chính xác những biến chuyển thường thấy trong một gia đình ở Đài Loan: các thành viên thường tỏ ra xa cách và bất hòa, dù thật lòng họ vẫn quan tâm lẫn nhau. Hơn nữa, sự im lặng cũng là một chất xúc tác không thể thiếu vì nó là nguyên nhân gây ra những hiểu lầm và biến cố trong câu chuyện. Ông Văn chính là nhân vật trọng tâm, thường hay đối xử với những người khác khác theo một cách nhất định, trong khi phản ứng của họ thì lại phản ánh ngược lại bản chất của ông. Chính vì tình trạng chia rẽ này diễn ra xuyên suốt tác phẩm, cho nên sự thấu hiểu chính là chủ đề chính của câu chuyện. Người ta đã so sánh lối khắc họa về cái nhìn thiên vị của bậc cha mẹ trong Dương quang phổ chiếu với những tác phẩm khác, chẳng hạn như Waves (2019) và Ordinary People (1980). Có thể nói, bộ phim đã lột tả được tâm trạng lạc lõng của thế hệ trẻ, sự đứt gãy kết nối với gia đình khi đứng trước một xã hội tiềm ẩn nhiều vấn đề.
Dương quang phổ chiếu là một tác phẩm đi ngược lại với lối xây dựng nhân vật theo kiểu "bất biến". Họ có thể dao động và thay đổi theo thời gian, đồng thời không tồn tại cái gọi là đối lập nhị phân giữa ánh sáng và bóng tối. Sylvia Cheng từ tạp chí Elle nhận định rằng không một nhân vật nào trong phim lại can dự trực tiếp đến những xung đột, hơn nữa còn đưa ra lời bình "mọi gia đình đều chứa đầy lỗ hổng" hay "đời là những chuỗi ngày liên tiếp mắc phải sai lầm". Mặc dù cái chết của A Hào phần nào bắt nguồn từ tính cách của nhân vật, nhưng nguyên nhân chính vẫn là cảm giác bí bách do bị đè nén bởi áp lực gia đình – vốn điều thường xuyên xảy ra trong cuộc sống. Trong phân cảnh cuối cùng, bà Trần nhìn ngắm cảnh vật xung quanh với vẻ mặt có chút an lòng, dù trước đó bà vô cùng đau khổ vì những gì xảy ra với hai đứa con của mình. Bên cạnh đó, bộ phim cũng giúp người xem hiểu ra rằng đôi khi, đau khổ và khó khăn là điều cần thiết để vạch trần sự thật, đồng thời cũng quyết định xem liệu mối quan hệ sẽ tan vỡ hay hàn gắn trở lại.

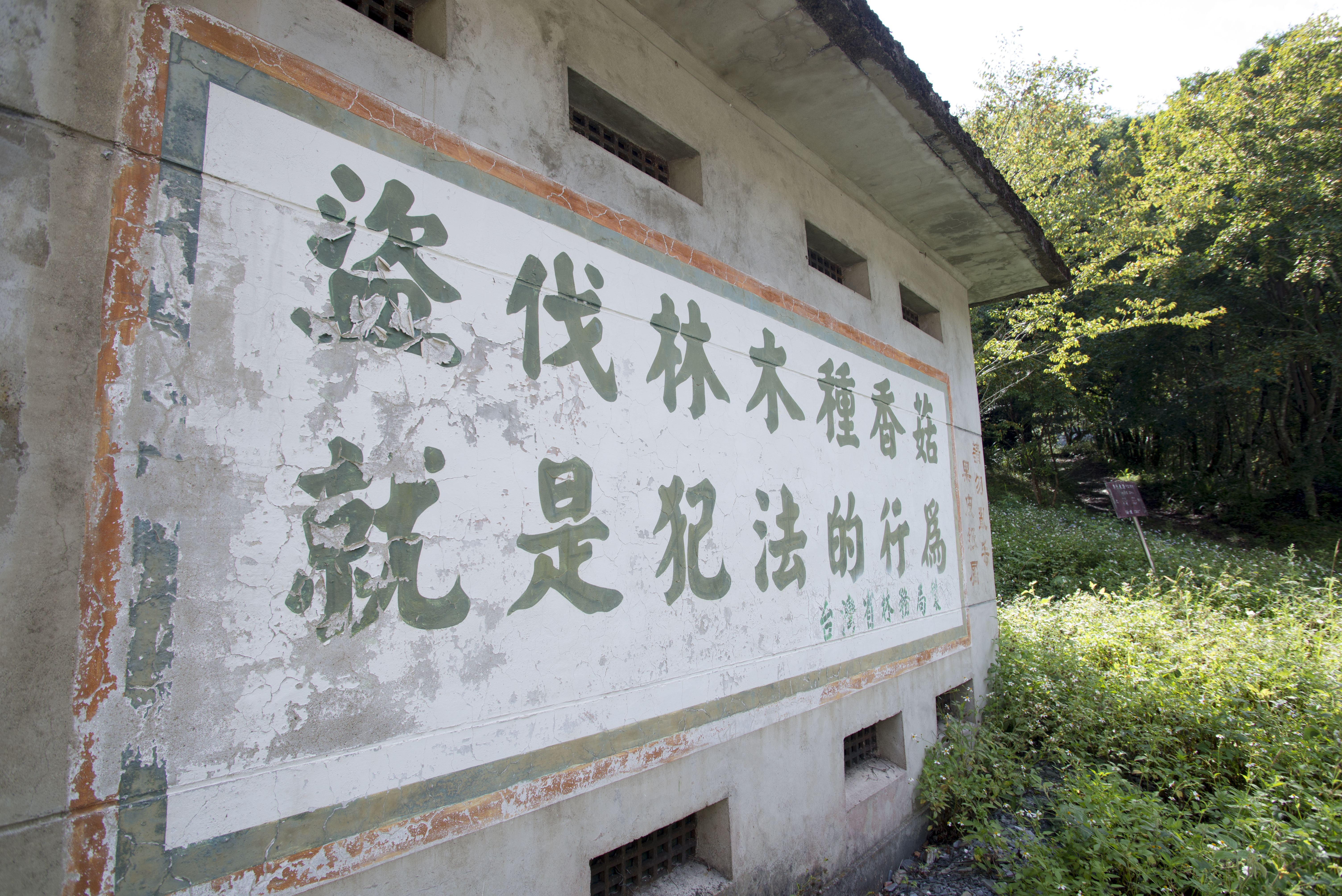
Một câu khẩu hiệu của Đài Loan. Nơi đây vốn được biết đến với những thông điệp (đôi khi lại răn dạy về đạo đức), và điều ấy cũng được khắc họa trong bộ phim qua nhân vật ông Văn.

Việc ông Văn cứ lặp đi lặp lại câu nói "Nắm bắt thời cơ, quyết định phương hướng" chính là ví dụ điển hình đối với một hiện tượng vốn đã nhen nhóm ở Đài Loan từ những năm 1960. Tương tự như một vài người khác, ông Văn xem khẩu hiệu ấy là nguyên tắc đạo đức của mình dù không thực sự sống theo nó. Tuy vậy, quyết định giết chết Thái Đầu chính là một minh chứng rõ nét cho việc tuân theo triết lý sống của bản thân. Cây bút Patrick Brzeksi từ The Hollywood Reporter nhận định rằng "Cuộc sống ... thật quá đỗi phức tạp để con người ta có thể sống dưới ánh sáng khắc nghiệt của sự thuần khiết về đạo đức." Bên cạnh đó, tính nhập nhằng về mặt đạo đức cũng được thể hiện ở cuối phim, khi A Hòa đánh cắp một chiếc xe đạp, còn bà Trần tuy miễn cưỡng nhưng vẫn quyết định ngồi sau. Theo Chung Mạnh Hoành, một số nguyên tắc đạo đức nhất định có thể bị phá vỡ miễn là không gây phương hại đến ai.
Ngoài những thực trạng trên, Dương quang phổ chiếu còn đề cập đến vấn nạn bất bình đẳng kinh tế trong xã hội Đài Loan. Dù cứ chăm chăm vào khẩu hiệu "Nắm bắt thời cơ, quyết định phương hướng" nhưng ông Văn vẫn chỉ là một thầy dạy lái xe bình thường, trong khi A Hòa thì làm việc tại một tiệm sửa xe sau khi được trả tự do, còn Thái Đầu lại trở thành một tay xã hội đen vì hoàn cảnh khốn khó. Brian Hioe viết rằng cách xử lý chủ đề của bộ phim có phần nhẹ hơn so với những tác phẩm khác như The Great Buddha+ và The Bold, the Corrupt, and the Beautiful (2017). Mặt khác, Dương quang phổ chiếu cũng chỉ trích hệ thống tư pháp của Đài Loan, khi không tồn tại thứ gọi là giáo dục trong trại giáo dưỡng nơi A Hòa thụ án. Chính Thái Đầu mới là người chém đứt tay Hắc Luân, nhưng trớ trêu thay, ông Văn buộc phải lãnh phần trách nhiệm chi trả viện phí cho cậu ấy. Cũng vì lẽ đó, bộ phim còn nhấn mạnh đến hệ thống hỗ trợ xã hội cũng như ý thức trách nhiệm của mỗi người.
Đạo diễn Chung Mạnh Hoành đã gọi bộ phim mà mình làm ra là một tác phẩm đầy tính nhân văn. Brian Hioe từ trang No Man is an Island cho biết thể loại chính kịch tội phạm đã trở nên phổ biến ở Đài Loan sau Vụ tấn công tàu điện ngầm ở Đài Bắc 2014, có trình tự thời gian giống với đoạn mở đầu trong Dương quang phổ chiếu. Nhà làm phim Lý An cũng nhận thấy tinh thần Phật giáo hiện hữu xuyên suốt tác phẩm; số phận của mỗi nhân vật đều được quyết định bởi hành động của họ, vốn là một chủ đề thường thấy ở điện ảnh châu Á. Ngoài ra, chủ nghĩa hiện sinh trong Dương quang phổ chiếu còn được thể hiện qua những cảnh quay cho thấy các nhân vật lạc lõng, cô đơn trên bối cảnh thơ mộng và rộng lớn. Thái Đầu đã quyết định nhuộm tóc cam sau khi xuất trại, qua đó ngầm ám chỉ đến sự xấu xa xen lẫn oán hận chất chứa trong con người gã.

## Phát hành
Dương quang phổ chiếu ra mắt lần đầu tại Liên hoan phim quốc tế Toronto vào ngày 6 tháng 9 năm 2019 trước khi được công chiếu ở Liên hoan phim châu Á Hồng Kông vào ngày 3 tháng 10. Sau đó, phim tiếp tục xuất hiện tại Liên hoan phim quốc tế Busan lần thứ 24 cách đấy bốn ngày. Những sự kiện tiếp theo mà tác phẩm góp mặt gồm Liên hoan phim quốc tế Tokyo và Giải Kim Mã diễn ra tại Đài Loan ngày 13 tháng 10. Tiếp đến, Liên hoan phim quốc tế Singapore đã cho trình chiếu bộ phim từ ngày 25 đến ngày 27 tháng 11. Dương quang phổ chiếu sau đó tiếp tục lấn sân sang thị trường Hoa Kỳ vào ngày 
6 tháng 1 năm 2020 khi xuất hiện tại Liên hoan phim quốc tế Palm Springs. Bộ phim chính thức khởi chiếu tại các rạp ở Đài Loan từ ngày 1 tháng 11 năm 2019 rồi ngừng chiếu vào ngày 1 tháng 12 cùng năm. Applause Entertainment, đơn vị phân phối tác phẩm, đã cho ra mắt ba đoạn trailer khác nhau, đầu tiên là một teaser montage không có lời thoại, kế đến là hai phiên bản ngắn hơn của đoạn teaser ban đầu.

### Netflix
—Chung Mạnh Hoành nói về vấn đề tiếp thị kém của Dương quang phổ chiếu trên Netflix
Netflix đã mua lại bản quyền của Dương quang phổ chiếu vào cuối năm 2019 và phát hành tác phẩm dưới dạng phim gốc vào ngày 24 tháng 1 năm 2020. Mặc dù vậy, khâu tiếp thị kém đã khiến bộ phim không nhận được sự chú ý từ giới chuyên môn lẫn khán giả như mong đợi, trong đó cây bút David Ehrlich từ IndieWire viết rằng tác phẩm đã bị "chôn vùi" giữa vô vàn sự lựa chọn trên Netflix. Một biên tập viên khác của IndieWire là Tom Brueggemann thì nhận định tình trạng quá tải các tựa phim mới trên nền tảng này đã làm cho chúng mất đi khả năng tiếp thị thành công. Khi Dương quang phổ chiếu được đưa đi tranh cử ở hạng mục Phim quốc tế hay nhất tại Giải Oscar lần thứ 93, Netflix cũng cho tung ra hai đoạn trailer trên YouTube. Tuy nhiên, một trong số đó chỉ có thể truy cập thông qua đường liên kết, trong khi đoạn còn lại thì được phân phối bởi Cơ quan Nội dung Sáng tạo Đài Loan.
Dương quang phổ chiếu sẽ phải tiếp tục đối mặt với tình trạng ảm đạm như thế nếu không nhờ một bài viết "giải vây" của nhà phê bình Peter Debruge đăng trên tạp chí Variety, trong đó nhận định rằng đây chính là phim điện ảnh xuất sắc nhất năm 2020. Điều đó đã thu hút một bộ phận khán giả tìm đến tác phẩm. Chung Mạnh Hoành thừa nhận rằng ông chẳng mong đợi gì về việc đứa con tinh thần của mình sẽ trở nên nổi tiếng sau khi phát hành trên nền tảng Netflix, tuy nhiên điều đó lại có thể giúp khán giả toàn cầu tiếp cận bộ phim dễ dàng hơn. Đó là điều vô cùng cần thiết vì lượng người tìm đến điện ảnh Đài Loan ngày càng mờ nhạt kể từ thập niên 1980. Hơn nữa, vị đạo diễn cũng vui sướng trước bài đăng của Deburge rồi đưa ra lời nhận định "đây chính là sự khích lệ đối với các nhà làm phim Đài Loan và thậm chí là cả với xứ Đài". Kể từ khi những bộ phim đình đám của Dương Đức Xương và Hầu Hiếu Hiền ra mắt, điện ảnh Đài Loan hiếm khi được đặt lên bàn thảo luận vì tính chất chuyển dịch trong ngành (đặc biệt là tại khu vực này). Bên cạnh đó, một số ấn phẩm lớn như The New York Times và The Guardian cũng không có bài phê bình nào viết về bộ phim.

## Đón nhận

### Doanh thu phòng vé
Theo dữ liệu của Viện phim ảnh Đài Loan trong khoảng thời gian từ ngày 4 đến 10 tháng 11, Dương quang phổ chiếu xếp ở vị trí thứ 44 tại phòng vé xứ Đài khi thu về 4.550.861 TWD từ 19.172 vé bán ra. Trong khi đó, doanh thu bộ phim tăng thêm 38,11% trong ngày 1–3 cùng tháng. Trong sáu ngày tiếp theo, đã có hai rạp cho ngừng chiếu tác phẩm. Khi ấy, Dương quang phổ chiếu đã thu về 3.258.810 TWD với 13.686 vé, đồng thời đạt mức giảm 28,61%. Tác phẩm tiếp tục gặt hái số tiền 14.157.606 TWD từ 59.687 vé trong tuần kế tiếp, giảm nhẹ khoảng 5,40%. Trong tuần cuối cùng công chiếu tác phẩm, tám rạp phim khác đã bổ sung Dương quang phổ chiếu vào danh sách phát hành và giúp phim đạt mức tăng trưởng 122,79% khi thu về 6.806.407 TWD. Tổng cộng, doanh thu của bộ phim không mấy khả quan khi chỉ mang về 20.964.013 TWD trong suốt thời gian công chiếu, qua đó trở thành một quả bom xịt phòng vé.
Tình trạng ảm đạm về mặt phòng vé của Dương quang phổ chiếu cũng không khác gì mấy so với những bộ phim trước đó mà Chung Mạnh Hoành thực hiện. Khi lý giải về điều đó, vị đạo diễn cho rằng khán giả đại chúng Đài Loan chẳng mặn mà lắm với những tác phẩm do ông làm ra, mặt dù vợ ông luôn khuyến khích chồng mình làm phim để phục vụ lợi ích của họ thay vì đạt được thành công về mặt thương mại. Chung Mạnh Hoành nói rằng chỉ cần một vài khán giả luôn tin tưởng và ủng hộ ông là đã quá đủ, hơn nữa vị đạo diễn vẫn sẽ tiếp tục làm phim cho đến khi không còn hứng thú. Vương Tổ Bằng từ tờ The News Lens cho rằng mọi người nên dành "nhiều cảm tình và ít xa lánh hơn" đối với Chung Mạnh Hoành, từ đó tạo cơ hội cho những tác phẩm mang đậm tính thi ca của ông vây lấy bọn họ.

### Đánh giá chuyên môn
Trên hệ thống tổng hợp kết quả đánh giá Rotten Tomatoes, Dương quang phổ chiếu đạt tỉ lệ đồng thuận 93% dựa trên 19 bài đánh giá, cho thấy các nhà phê bình rất tán dương tác phẩm này. Bên cạnh đó, nhiều ý kiến cũng cho rằng đây là một trong những bộ phim hay nhất giai đoạn 2019–2020, đồng thời còn là một kiệt tác của nền điện ảnh Đài Loan. Trong một bài viết trên trang Sight & Sound, tác giả Tony Rayns đã ca ngợi Dương quang  phổ chiếu là "tác phẩm ấn tượng nhất trong thời gian gần đây", trong khi cây bút Debruge từ Variety thì viết rằng bộ phim "là một kỳ quan của điện ảnh thế giới".
Một số nhà phê bình đã tỏ ra hài lòng với cách xử lý chủ đề của Dương quang phổ chiếu. Yếu tố thiện và ác trong phim được cân bằng khá tốt, trong khi những thể loại phụ như tội phạm, chính kịch và hài kịch thì được kết hợp một cách hài hòa với nhau, từ đó mang lại cho bộ phim một nhịp độ hợp lý cùng cốt truyện hấp dẫn. Theo David Ehrlich từ IndieWire, điều này đã giúp Dương quang phổ chiếu trở thành "một chuyến phiêu lưu đầy mê hoặc về đạo đức". Bên cạnh đó, giới chuyên môn cũng ca ngợi bộ phim vì có mạch truyện tự nhiên cùng sắc thái phong phú, đồng thời còn so sánh cảnh A Hào tự sát với những tác phẩm của Lee Chang-dong. Cây bút Nguyễn An Nam thuộc tạp chí Kinh tế Sài Gòn đã tán thưởng tác phẩm vì biết cách cài cắm một cách thông minh và tinh tế những tình huống căng thẳng, bi đát và đặt người xem vào những hoàn cảnh gia đình đương đại. Huỳnh Trọng Khang từ báo Tuổi Trẻ thì đưa ra lời bình "Duy trì nhịp điệu của phim giữa ồn ào và tĩnh lặng, giữa ánh nắng chói gắt, tràn ngập với thứ bóng tối đặc quánh thu mình, bộ phim của Chung Mạnh Hoành trở nên sống động trong vẻ điềm nhiên cố tình của chính nó".
Giới chuyên môn nhận thấy phân cảnh mở màn đầy bạo lực trong Dương quang phổ chiếu phần nào gợi nhớ đến phong cách của Quentin Tarantino, là khúc dạo đầu cho mọi cung bậc cảm xúc trong tác phẩm. Tác giả Sơn Phước của tạp chí Tri thức thì có ý kiến khác hơn khi so sánh phân đoạn ấy với A Touch of Sin của đạo diễn Giả Chương Kha. Hơn nữa, mô-típ tự nhiên và cảm xúc mơ hồ cũng là những yếu tố nhận về nhiều lời ngợi khen. Người ta đã ví phong cách của Chung Mạnh Hoành với những cái tên đình đám khác như Dương Đức Xương, Lý An, Kore-eda Hirokazu, Barry Jenkins và Lulu Wang, còn Dương quang phổ chiếu thì được so sánh với hai tác phẩm Cổ Lĩnh Nhai Thiếu Niên Sát Nhân Sự Kiện (1991) và Yi Yi (2000) của Dương Đức Xương. Một vài ý kiến khác cũng cho rằng bộ phim này có thể giúp Chung Mạnh Hoành trở thành cái tên mới của trào lưu Làn sóng mới Đài Loan. Hơn nữa, cách mà Chung Mạnh Hoành điều chỉnh khung hình máy quay với dụng ý tách các nhân vật ra khỏi môi trường của họ cũng được so sánh với những tác phẩm của Michael Haneke. Đặc biệt, những lời tán dương mà các nhà phê bình đưa ra còn hướng đến lối tận dụng ánh sáng tự nhiên trong tác phẩm, mặc dù cây bút Han Cheung từ tờ Taipei Times lại than thở rằng thời lượng mà chúng lên hình có vẻ quá ngắn.
Màn thể hiện của các diễn viên trong Dương quang phổ chiếu đã nhận về nhiều lời ca ngợi từ giới chuyên môn, góp phần làm tăng thêm sức nặng cảm xúc cho tác phẩm. Pramit Chatterjee từ Mashable cảm thấy rất ấn tượng trước diễn xuất của Vu Kiến Hòa và Hứa Quang Hán. Trong khi đó, màn trình diễn của Trần Dĩ Văn cũng làm bật nổi lên bản tính nóng nảy của nhân vật, từ đó truyền tải đến khán giả thứ tính cách đầy mâu thuẫn của ông ta. Mặc khác, lối nhập vai của Lưu Quán Đình đã khiến Thái Đầu trở thành một mối đe dọa thật sự. Kha Thục Cần cũng không kém cạnh khi thả hồn vào nhân vật người mẹ bằng diễn xuất của mình, điều đó đã khiến nhà phê bình Kevin L. Lee từ Film Inquirer phải so sánh màn trình diễn ấy với Regina King trong If Beale Street Could Talk (2018). Han Cheung nhận xét rằng màn phối hợp giữa Trần Dĩ Văn và Kha Thục Cần đã tạo nên "sự căng thẳng đến nghẹt thở" trong suốt thời lượng hai tiếng rưỡi của tác phẩm. Dàn diễn viên nữ trong Dương quang phổ chiếu cũng nhận về nhiều lời khen vì nét độc đáo của họ. Ngoài ra, các bài đánh giá còn tán thưởng dàn diễn viên phụ ngang với những ngôi sao chính, đặc biệt là Lưu Quán Đình. Tuy vậy, Han Cheung lại cảm thấy nuối tiếc vì bộ phim không đào sâu thêm một số tình tiết của các nhân vật nữ và nhận thấy tác phẩm chủ yếu xoay quanh cánh đàn ông, dù sau đó anh lại cho rằng điều đó có lẽ hơi "xoi mói" một cách không cần thiết.

### Thành tựu
| Năm  | Lễ trao giải                                 | Hạng mục                           | Đề cử cho                             | Kết quả           | Chú thích     |
| ---- | -------------------------------------------- | ---------------------------------- | ------------------------------------- | ----------------- | ------------- |
| 2019 | Giải Kim Mã lần thứ 56                       | Phim hay nhất                      | Dương quang phổ chiếu                 | Đoạt giải         | [ 55 ] [ 56 ] |
| 2019 | Giải Kim Mã lần thứ 56                       | Đạo diễn xuất sắc nhất             | Chung Mạnh Hoành                      | Đoạt giải         | [ 55 ] [ 56 ] |
| 2019 | Giải Kim Mã lần thứ 56                       | Nam diễn viên chính xuất sắc nhất  | Vu Kiến Hòa                           | Đề cử             | [ 55 ] [ 56 ] |
| 2019 | Giải Kim Mã lần thứ 56                       | Nam diễn viên chính xuất sắc nhất  | Trần Dĩ Văn                           | Đoạt giải         | [ 55 ] [ 56 ] |
| 2019 | Giải Kim Mã lần thứ 56                       | Nữ diễn viên chính xuất sắc nhất   | Kha Thục Cần                          | Đề cử             | [ 55 ] [ 56 ] |
| 2019 | Giải Kim Mã lần thứ 56                       | Nam diễn viên phụ xuất sắc nhất    | Lưu Quán Đình                         | Đoạt giải         | [ 55 ] [ 56 ] |
| 2019 | Giải Kim Mã lần thứ 56                       | Nữ diễn viên phụ xuất sắc nhất     | Ôn Trinh Lăng                         | Đề cử             | [ 55 ] [ 56 ] |
| 2019 | Giải Kim Mã lần thứ 56                       | Kịch bản gốc xuất sắc nhất         | Chung Mạnh Hoành và Trương Diệu Thăng | Đề cử             | [ 55 ] [ 56 ] |
| 2019 | Giải Kim Mã lần thứ 56                       | Quay phim xuất sắc nhất            | Nakashima Nagao                       | Đề cử             | [ 55 ] [ 56 ] |
| 2019 | Giải Kim Mã lần thứ 56                       | Nhạc phim hay nhất                 | "Distant Journey"                     | Đề cử             | [ 55 ] [ 56 ] |
| 2019 | Giải Kim Mã lần thứ 56                       | Dựng phim xuất sắc nhất            | Lại Tú Hùng                           | Đoạt giải         | [ 55 ] [ 56 ] |
| 2019 | Giải Kim Mã lần thứ 56                       | Giải Sự lựa chọn của khán giả      | Dương quang phổ chiếu                 | Đoạt giải         | [ 55 ] [ 56 ] |
| 2020 | Giải thưởng Điện ảnh châu Á lần thứ 14       | Phim hay nhất                      | Dương quang phổ chiếu                 | Đề cử             | [ 57 ]        |
| 2020 | Giải thưởng Điện ảnh châu Á lần thứ 14       | Đạo diễn xuất sắc nhất             | Chung Mạnh Hoành                      | Đề cử             | [ 57 ]        |
| 2020 | Giải thưởng Điện ảnh châu Á lần thứ 14       | Nam diễn viên chính xuất sắc nhất  | Trần Dĩ Văn                           | Đề cử             | [ 57 ]        |
| 2020 | Giải thưởng Điện ảnh châu Á lần thứ 14       | Nam diễn viên phụ xuất sắc nhất    | Lưu Quán Đình                         | Đề cử             | [ 57 ]        |
| 2020 | Giải thưởng Điện ảnh châu Á lần thứ 14       | Nữ diễn viên phụ xuất sắc nhất     | Kha Thục Cần                          | Đoạt giải         | [ 57 ]        |
| 2020 | Giải thưởng Điện ảnh châu Á lần thứ 14       | Biên kịch xuất sắc nhất            | Chung Mạnh Hoành và Trương Diệu Thăng | Đề cử             | [ 57 ]        |
| 2020 | Giải thưởng Điện ảnh châu Á lần thứ 14       | Dựng phim xuất sắc nhất            | Lại Tú Hùng                           | Đề cử             | [ 57 ]        |
| 2021 | Giải của Hiệp hội phê bình phim Houston 2020 | Phim nói tiếng nước ngoài hay nhất | Dương quang phổ chiếu                 | Đoạt giải         | [ 58 ]        |
| 2021 | Giải Vệ tinh lần thứ 25                      | Phim nói tiếng nước ngoài hay nhất | Dương quang phổ chiếu                 | Đề cử             | [ 59 ]        |
| 2021 | Giải Oscar lần thứ 93                        | Phim quốc tế hay nhất              | Dương quang phổ chiếu                 | Lọt vào danh sách | [ 60 ]        |